# Neopomacentrus nemurus
Neopomacentrus nemurus là một loài cá biển thuộc chi Neopomacentrus trong họ Cá thia. Loài này được mô tả lần đầu tiên vào năm 1857.

## Từ nguyên
Từ định danh được ghép bởi hai âm tiết trong tiếng Latinh: nema ("sợi chỉ") và oura ("đuôi"), hàm ý đề cập đến hai thùy vây đuôi có các tia vây vươn dài thành sợi.

## Phạm vi phân bố và môi trường sống
N. nemurus có phạm vi phân bố giới hạn ở Tây Thái Bình Dương. Chúng được tìm thấy tại khu vực Tam giác San Hô (Indonesia, Philippines, Papua New Guinea, quần đảo Solomon), Palau và Vanuatu. N. nemurus sinh sống tập trung gần các rạn san hô ven bờ và trong đầm phá, đặc biệt là khu vực có nhiều bùn, ở độ sâu đến 10 m.

## Mô tả
Chiều dài tối đa được ghi nhận ở N. nemurus là 8 cm. N. nemurus có màu nâu xám. Toàn bộ vây đuôi và vây hậu môn có màu vàng, cũng như một phần phía sau của vây lưng. Vây lưng, vây hậu môn và hai thùy đuôi có các sợi vây tia.
Số gai ở vây lưng: 13; Số tia vây ở vây lưng: 11–12; Số gai ở vây hậu môn: 2; Số tia vây ở vây hậu môn: 11–12; Số gai ở vây bụng: 1; Số tia vây ở vây bụng: 5.

## Sinh thái học
Thức ăn của N. nemurus là các loài động vật phù du. Cá đực có tập tính bảo vệ và chăm sóc trứng.